# Gummikulor

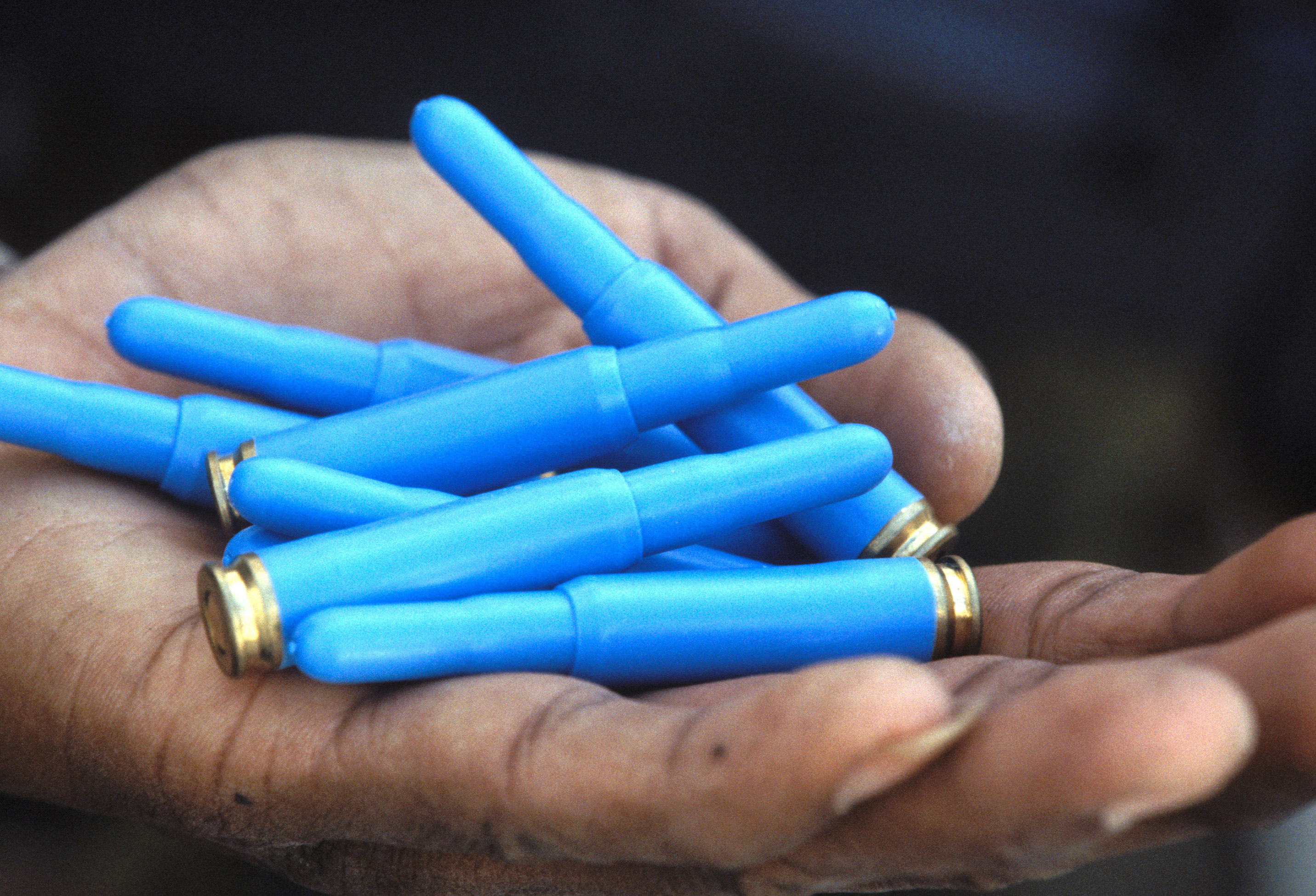
Gummikulor använda av nepalesiska FN-soldater i Somalia 1996.

Gummikulor är en typ av ammunition som är tänkt att minska risken för dödliga skador vid användande. Andra material som används i liknande syfte är bland annat trä och plast. Gummikulor används av polis och militär i vissa länder mot demonstrerande civilbefolkning när syftet inte är att döda.  